# Hahnia leopoldi
Hahnia leopoldi là một loài nhện trong họ Hahniidae.
Loài này thuộc chi Hahnia. Hahnia leopoldi được Robert Bosmans miêu tả năm 1982.